# 이교엽
이교엽(1984년 3월 17일 ~ )은 대한민국의 배우이다.

## 출연작

### 드라마
- 《이토록 친밀한 배신자》 (2024년, MBC) - 조경빈 역
- 《가족X멜로》 (2024년, JTBC) - 강남 역
- 《기적의 형제》 (2023년, JTBC) - 김 형사 역
- 《미씽 : 그들이 있었다 2》 (2022년, tvN) - 이근형 역
- 《살인자의 쇼핑목록》 (2022년, tvN) - 정육 역
- 《우리, 사랑했을까》 (2020년, JTBC) - 김 이사 역
- 《이몽》 (2019년, MBC) - 마츠다 역

### 영화
- 《두만강 저 너머》 (2016년) - 상급병사 역
- 《소금별》 (2014년)
- 《에덴》 (2013년) - 젊은 강도 역

### 연극
- 《형제의 밤》
- 《고양이라서 괜찮아》
- 《만리향》
- 《301 클럽라운지》
- 《병신3단로봇》
- 《초대》
- 《힘들어도 캠핑!》
- 《서울테러》
- 《일주일》
- 《칼맨》